# Stefan Herheim
Stefan Herheim (Oslo, Noruega, 13 de marzo de 1970) es un director de escena noruego que ha dirigido controvertidas producciones en la escena alemana, noruega, de los Países Bajos y de los países bálticos. Su labor en ópera lo destacan en producciones ópera de Wagner.

## Trayectoria
Estudió chelo y trabajó como asistente de la Ópera de Oslo. 
Herheim es discípulo del célebre Götz Friedrich con quien estudió en la Universidad de Hamburgo. Tras una polémica puesta en escena de la ópera El rapto del serrallo de Mozart para el Festival de Salzburgo, en 2008 elaboró un montaje de Parsifal de Wagner para el Festival de Bayreuth bajo la batuta de Daniele Gatti muy original y complejo, concibiendo la obra como una alegoría de la Historia de Alemania que ha sido alabada por público y crítica y que actualmente sigue en cartel.
Su puesta en escena de Tannhäuser de Wagner inauguró la nueva Ópera de Oslo en 2010.
Reside actualmente en Berlín.

## Premios
- Premio de la crítica noruega - 2007
- Opernwelt  Regisseur del Año 2007.
- Premio Götz Friedrich 2003 - I Puritani en Essen/ 2003

## Lista de obras como director de escena
| Ópera                          | Teatro                                                            | Estreno | Colaboradores                                 |
| ------------------------------ | ----------------------------------------------------------------- | ------- | --------------------------------------------- |
| Zauberflöte                    | Oldenburgisches Staatstheater                                     | 1999    | B+K: Heike Scheele                            |
| Cosi fan tutte                 | Tartu (Estland), Vanemuine Theater                                | 2000    | B: Stefan Herheim, K: Pille Jänes             |
| Über Frauen – über Grenzen     | Münchner Biennale für neues Musiktheater                          | 2000    | B: Stefan Herheim, K: Irene Favre de Lucascaz |
| Falstaff                       | Oldenburgisches Staatstheater                                     | 2000    | B+K: Heike Scheele                            |
| Tannhäuser                     | Linz, Landestheater                                               | 2001    | B + K: Kathrin Susan Brose                    |
| Marlowe – Der Jude von Malta   | Münchner Biennale für neues Musiktheater                          | 2002    | B+K: Jan A. Schroeder                         |
| Cosi fan tutte                 | Folkoperan Stockholm                                              | 2002    | B+K: Heike Scheele                            |
| I Puritani                     | Essen, Aaltotheater                                               | 2002    | B: Dieter Richter, K: Renate Schmitzer        |
| Die Entführung aus dem Serail  | Salzburger Festspiele                                             | 2003    | B+K: Gottfried Pilz                           |
| Don Carlos                     | Linz, Landestheater                                               | 2003    | B+K: Heike Scheele                            |
| Madame Butterfly               | Wien, Volksoper                                                   | 2004    | B+K: Kathrin-Susann Brose                     |
| Giulio Cesare in Egitto        | Oslo, Den Norske Opera                                            | 2005    | B+K: Heike Scheele                            |
| La Forza del Destino           | Berlín, Staatsoper Unter den Linden                               | 2005    | B+K: Thomas Schuster                          |
| Das Rheingold                  | Riga, Lettische Nationaloper/Koproduktion mit dem Bergen Festival | 2006    | B+K: Heike Scheele                            |
| Carmen                         | Graz, Opernhaus                                                   | 2006    | B+K: Heike Scheele                            |
| Don Giovanni                   | Essen, Aaltotheater                                               | 2007    | B+K: Thomas Schuster                          |
| Parsifal                       | Bayreuther Festspiele                                             | 2008    | B: Heike Scheele, K: Gesine Völlm             |
| Rusalka                        | Brüssel, La Monnaie                                               | 2008    | B: Heike Scheele, K: Gesine Völlm             |
| Lohengrin                      | Berlín, Staatsoper Unter den Linden                               | 2009    | B: Heike Scheele, K: Gesine Völlm             |
| Der Rosenkavalier              | Stuttgart, Staatsoper                                             | 2009    | B: Rebecca Ringst, K: Gesine Völlm            |
| Rusalka                        | Graz, Opernhaus (aus Brüssel)                                     | 2009    | B: Heike Scheele, K: Gesine Völlm             |
| Tannhäuser                     | Oslo, De Norske Opera                                             | 2010    | B+K: Heike Scheele                            |
| Lulu                           | Kopenhagen, Det Kongelige Theater                                 | 2010    | B: Heike Scheele, K: Gesine Völlm             |
| Rusalka                        | Dresden, Semperoper (aus Brüssel)                                 | 2010    | B: Heike Scheele, K: Gesine Völlm             |
| Lulu                           | Oslo, De Norske Opera (aus Kopenhagen)                            | 2011    | B: Heike Scheele, K: Gesine Völlm             |
| Salome                         | Salzburg, Osterfestspiele                                         | 2011    | B: Heike Scheele, K: Gesine Völlm             |
| Eugen Onegin                   | Amsterdam, De Nederlandse Opera                                   | 2011    | B: Philipp Fürhofer, K: Gesine Völlm          |
| La Bohème                      | Oslo, De Norske Opera                                             | 2012    | B+K: Heike Scheele                            |
| Lulu                           | Dresden, Semperoper (aus Kopenhagen)                              | 2012    | B: Heike Scheele, K: Gesine Völlm             |
| Xerxes                         | Berlín, Komische Oper                                             | 2012    | B: Heike Scheele, K: Gesine Völlm             |
| Manon Lescaut                  | Oper Graz                                                         | 2012    | B: Heike Scheele, K: Gesine Völlm             |
| Salome                         | Oslo (aus Salzburg)                                               | 2013    | B: Heike Scheele, K: Gesine Völlm             |
| Die Meistersinger von Nürnberg | Salzburger Festspiele                                             | 2013    |                                               |
| Salome                         | Madrid (aus Salzburg)                                             | 2014    | B: Heike Scheele, K: Gesine Völlm             |